# Kjell Nordeson
Kjell Nordeson (* 1964 in Jämtland) ist ein schwedischer Jazz- und Improvisationsmusiker (Schlagzeug, Perkussion, Vibraphon) und Komponist.

## Leben und Wirken
Kjell Nordeson erwarb den Bachelor an der Stockholmer Universität und studierte klassische Perkussion bei Björn Liljeqvist. 1986 gründete er mit Mats Gustafsson das AALY Trio; außerdem arbeitete er seitdem mit Sten Sandell, David Stackenäs, Martin Küchen (Exploding Customer), Jonas Kullhammar (Nacka Forum) und Fredrik Ljungkvist. 1994 gründete er mit der Choreographin Nathalie Ruiz das Bandprojekt Co. Alba, für das er Kompositionen schreibt. Neben zahlreichen Tanzperformances entstand gemeinsam der Kurzfilm Désiré für das schwedische Fernsehen. Nordeson arbeitete außerdem für Theaterproduktionen des Riksteater, The Royal Dramatic Theatre und das Stockholms Stadsteater. Mit dem Ensemble des Choreographen Philippe Blanchard ging er auf Tourneen. Im Bereich des Jazz wirkte Nordeson zwischen 1989 und 2024 bei 66 Aufnahmesessions mit, u. a. mit Frank Gratkowski, Per Henrik Wallin, Guillermo Gregorio, Alberto Pinton, Biggi Vinkeloe, Lisa Mezzacappa, Larry Ochs, Mats Gustafssons AALY Trio (Sustain) und Christer Bothén (L’invisible, 2025). Seit 2004 arbeitet Nordeson regelmäßig in der San Francisco Bay Area, u. a. mit Experimentalmusikern wie Larry Ochs, Jon Raskin, John Ingle, Aram Shelton, Kyle Motl und Lisa Mezzacappa.

## Diskographische Hinweise
- Per Henrik Wallin, Mats Gustafsson, Kjell Nordeson: Dolphins, Dolphins, Dolphins (Dragon Records, 1992)
- Guillermo Gregorio, Mats Gustafsson & Kjell Nordeson: Background Music (hatOLOGY, 1998)
- School Days: In Our Times (2002)
- Frank Gratkowski / Scott R. Looney / Damon Smith / Kjell Nordeson: Mimetic Holds (Balance Point Acoustics, 2004)
- Vinkeloe/Smith/Nordeson: Elegans (Nuscope Recordings, 2005)
- Pinton/Kullhammar/Zetterberg/Nordeson: Chant (Clean Feed Records, 2009). mit Torbjörn Zetterberg, Jonas Kullhammar
- Anthony Davis: Vertical Motion (Astral Spirits, 2023)
- Mats Gustafsson & Fire! Orchestra: Echoes (Rune Grammofon, 2023)
- AALY Trio: Sustain (Silkheart, 2024), mit Mats Gustafsson, Peter Janson